# Johann Ladner

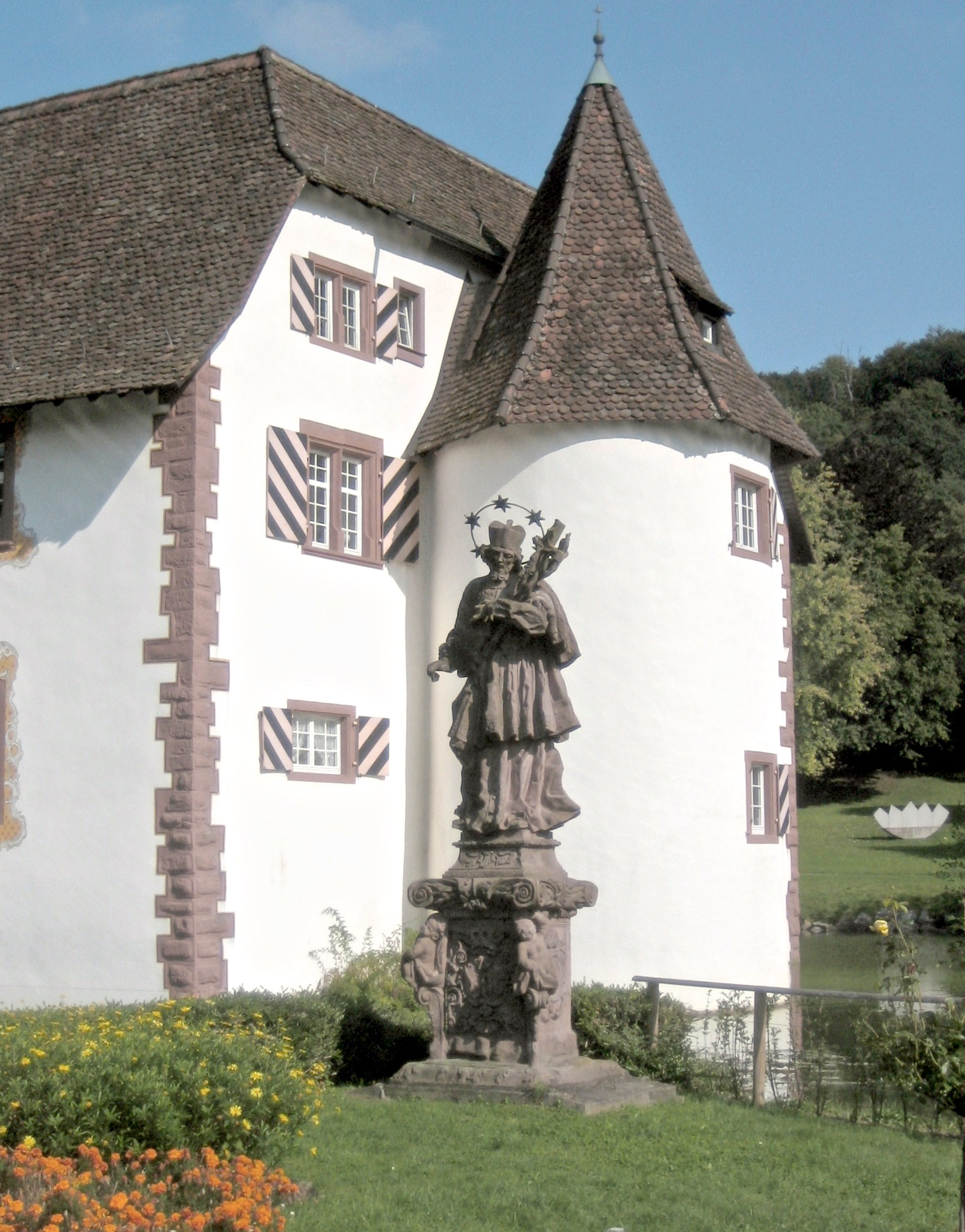
Ladners Nepomuk-Statue vor dem Inzlinger Wasserschloss

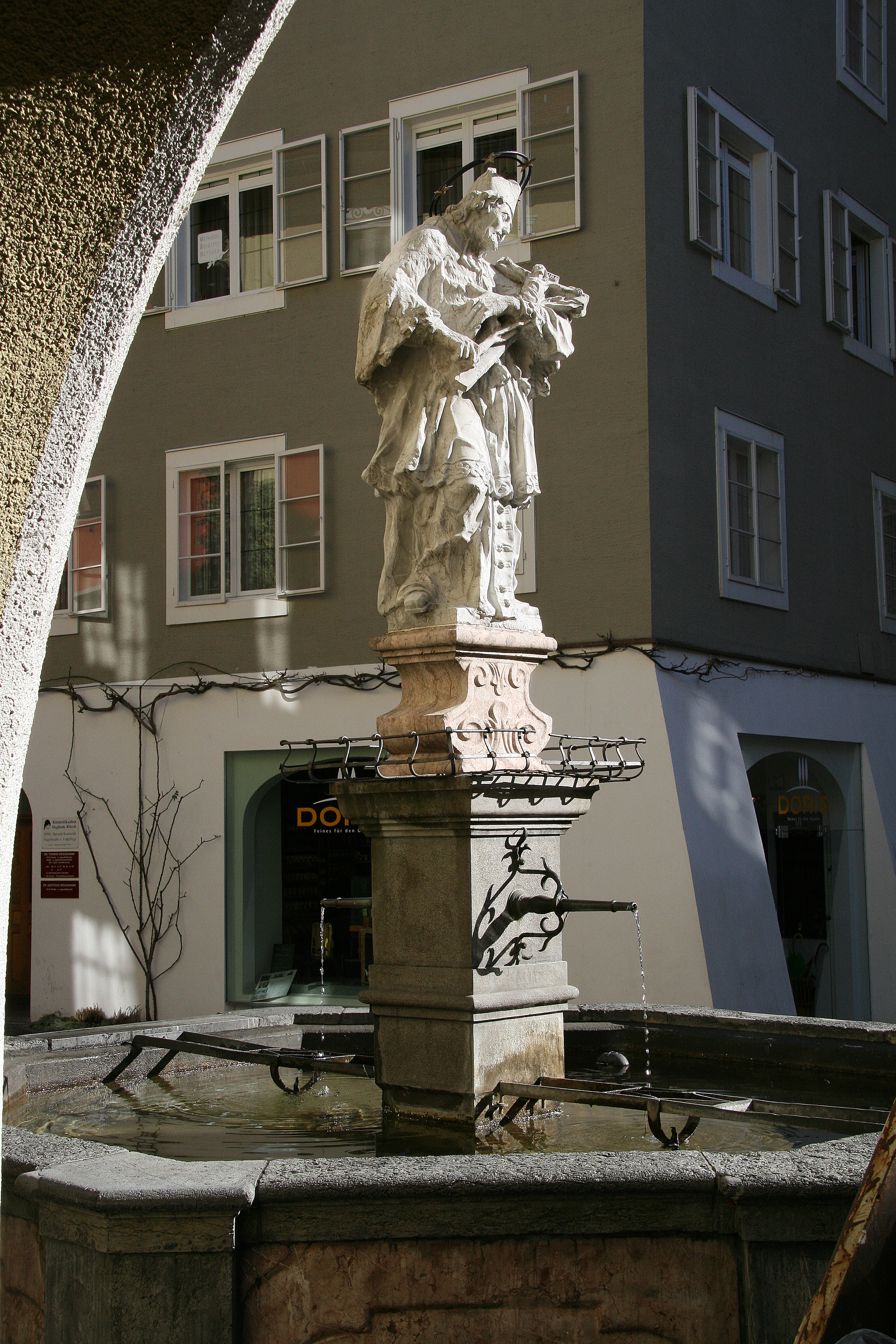
Hl. Johannes von Nepomuk am Bludenzer Stadtbrunnen

Johann Ladner (* 19. Februar 1707 in Kappl; † 11. Juni 1779) war ein österreichischer spätbarocker Bildhauer.

## Leben
Johann Ladners künstlerische Laufbahn begann mit einer Lehre als Maurer, Steinmetz und Steinbildhauer im Paznaun, die ihn auch nach Süddeutschland führte. Danach ging er auf Wanderschaft und hier wird er 1730 im badischen Ort Inzlingen urkundlich greifbar. Sein steinbildhauerisches Werk zählt zu den überregional interessantesten Aspekten des Künstlers.
1735 kehrte der inzwischen verheiratete Ladner nach Tirol zurück. Fortan schnitzte er seine Werke fast ausschließlich in Holz. Seine Werke können dem volkstümlich orientierten Spätbarock zugeordnet werden.

## Werke
- Inzlingen: Nepomuk-Statue beim Inzlinger Wasserschloss, 1731
- In Bludenz entstand 1735 mit der steinernen Nepomuk-Figur für den dortigen Stadtbrunnen eines seiner Hauptwerke
- Mathon: Pietà auf dem Kalvarienberg, 1742
- Kappl: Grabmal des Kuraten Schmid in der Kappler Pfarrkirche (1753); Kappler Juden; Kreuzigungsgruppe an der Kirchenaußenwand
- Kalvarienberg Ischgl: Kreuzigungsgruppe (1767–1770)
- Pfarrkirche Gantschier: Altar mit der zentralen Madonna mit Kind, aus der ehemaligen Agatha-Kapelle des Ortes (1769)
- Galtür: Altäre in der Pfarrkirche
- Samnaun: Kalvarienberg

## Ausstellungen
- Der Barockbildhauer Johann Ladner. Montafoner Heimatmuseum Schruns (29. November 2007 bis 5. April 2008)